# Соко
Стэфани Александра Мина Соколински (фр. Stéphanie Alexandra Mina Sokolinski; род. 26 октября 1985, Бордо) — французская певица и актриса. Наибольшую известность приобрела благодаря своему синглу «I’ll Kill Her», вышедшему в 2007 году, и альбому «My Dreams Dictate My Reality».

## Ранняя жизнь
Стэфани Александра Мина Соколински родилась в Бордо. Она использует ник Соко с тех пор, как помнит себя. Она ушла из дома в 16 лет, бросив школу и уехав в Париж, где проучилась на курсах у Евы Сен-Поль (Eva St Paul) около года. Затем она несколько раз пыталась возобновить обучение в школе, но скоро ей это надоело. Позже она появилась в нескольких французских фильмах и начала писать песни.

## Личная жизнь
С октября 2008 года живёт в Лос-Анджелесе. Соко — веган.
В 2016 г. встречалась с актрисой Кристен Стюарт, ранее находилась в отношениях с Сашей Мельничук, моделью украинского происхождения.
В ноябре 2018 года у Соко родился сын Индиго Блю Хани Соколински. На данный момент она воспитывает его вместе со своей возлюбленной Стеллой Леони Клои.

## Стиль музыки
Первое время Соко исполняла фолк-рок, позже перейдя в пост-панк направленность, выпустив альбом My Dreams Dictate My Reality созвучный музыке The Cure, Duran Duran и Japan.

## Дискография

### Альбомы
| Год  | Название                     | Чарт    | Чарт      | Чарт         | Чарт         |
| Год  | Название                     | Франция | Швейцария | Бельгия (Vl) | Бельгия (Wa) |
| ---- | ---------------------------- | ------- | --------- | ------------ | ------------ |
| 2012 | I Thought I Was an Alien     | 53      | 74        | 76           | 35           |
| 2015 | My Dreams Dictate My Reality | 75      | —         | —            | 68           |
| 2020 | Feel Feelings                | —       | —         | —            | —            |

### EPs
| Год  | Название   | Чарт    |
| Год  | Название   | Франция |
| ---- | ---------- | ------- |
| 2007 | Not Sokute | —       |

### Синглы
| Год  | Название                       | Чарты   | Чарты   | Чарты | Чарты     | Чарты        | Чарты        | Чарты          | Чарты                     | Альбом                   |
| Год  | Название                       | Франция | Австрия | Дания | Швейцария | Бельгия (Vl) | Бельгия (Wa) | Великобритания | Соединённые Штаты Америки | Альбом                   |
| ---- | ------------------------------ | ------- | ------- | ----- | --------- | ------------ | ------------ | -------------- | ------------------------- | ------------------------ |
| 2007 | «I’ll Kill Her»                | —       | —       | 2     | —         | 3            | 54           | —              | —                         | «Not Sokute»             |
| 2011 | «I Thought I Was an Alien»     | —       | —       | —     | —         | —            | —            | —              | —                         | I Thought I Was an Alien |
| 2012 | «First Love Never Die»         | 130     | —       | —     | —         | —            | 66           | —              | —                         | I Thought I Was an Alien |
| 2012 | «We Might Be Dead by Tomorrow» | 61      | 51      | —     | 72        | —            | 39           | 145            | 9                         | I Thought I Was an Alien |
| 2017 | «Sweet Sound of Ignorance»     | —       | —       | —     | —         | —            | —            | —              | —                         | отдельный сингл          |

## Роли в кино

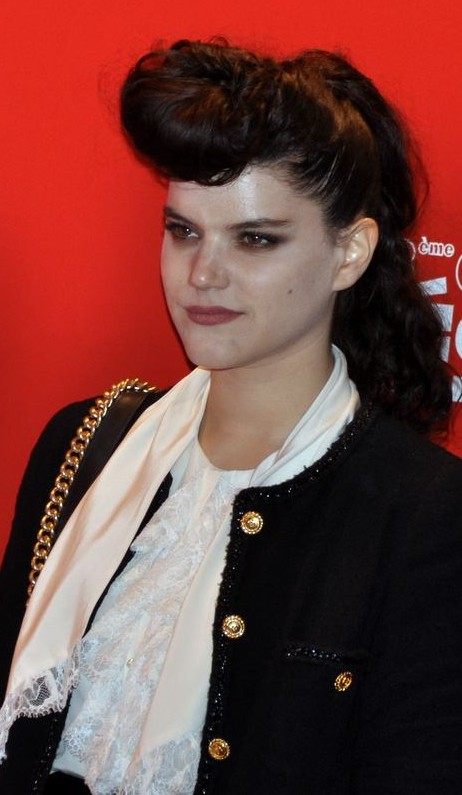
Сезар, 2013.

В 2010 была номинирована на премию Сезар за роль в фильме Ксавье Джанноли Всё сначала. В 2012 за исполнение главной роли в историческом фильме Августина была названа на МКФ в Мар-дель-Плата лучшей актрисой.

### Фильмография
| Год       |     | Русское название                         | Оригинальное название                   | Роль                     |
| --------- | --- | ---------------------------------------- | --------------------------------------- | ------------------------ |
| 2003      | кор | Лестница                                 | L'escalier                              | Беа                      |
| 2003      | с   | Работа правосудия                        | Action Justice                          | Лия Франки               |
| 2004      | кор | Бен и Томас                              | Ben et Thomas                           | девушка                  |
| 2004      | тф  | Лето Клары                               | Clara cet été là                        | Зои                      |
| 2004      | ф   | Караул, мне 30 лет!                      | Au secours, j'ai 30 ans!                | Хлоя                     |
| 2005      | с   |                                          | On s'appelle                            | имя персонажа неизвестно |
| 2005      | ф   | Королевский дворец!                      | Palais royal!                           | парикмахер               |
| 2005—2008 | с   | Комиссар Валенс                          | Commissaire Valence                     | Камиль Валенс            |
| 2006      | кор | Оу! Моя жена                             | Oh! Ma femme                            | Клементина               |
| 2006      | с   | Луи Паж                                  | Louis Page                              | Лидия                    |
| 2006      | ф   | Упрямцы                                  | Les irréductibles                       | Люси                     |
| 2006      | ф   | Девочки сверху: Французский поцелуй      | Mes copines                             | Манон                    |
| 2006      | кор | Поэзия любви                             | Poésie del amor                         | Марго                    |
| 2007      | ф   | На ринге                                 | Dans les cordes                         | Сандра                   |
| 2007      | ф   | Мое место под солнцем                    | Ma place au soleil                      | Сабин                    |
| 2007      | тф  | Нелюбимые                                | Les diablesses                          | Дениз                    |
| 2007      | ф   | Моя жизнь - это не романтическая комедия | Ma vie n'est pas une comédie romantique | Лиза                     |
| 2008      | тф  | Эдриан                                   | Adrien                                  | Сандра                   |
| 2009      | ф   | Всё сначала                              | À l'origine                             | Моника                   |
| 2011      | кор | Умереть рядом с тобой                    | Mourir auprès de toi                    | Мина                     |
| 2012      | ф   | Бай, бай, блонди!                        | Bye Bye Blondie                         | подросток Глория         |
| 2012      | кор | Толстые девушки правят миром             | Fat Bottomed Girls Rule the World       | Жозефина                 |
| 2012      | ф   | Августина                                | Augustine                               | Августина                |
| 2013      | ф   | Друзья из Франции                        | Les interdits                           | Кэрол                    |
| 2013      | ф   | Она                                      | Her                                     | Изабелла                 |
| 2014      | кор | Первый поцелуй                           | First Kiss                              | Марианна                 |
| 2015      | ф   | Достойный                                | Worthy                                  | Элвин                    |
| 2016      | ф   | Танцовщица                               | La danseuse                             | Лои Фуллер               |
| 2016      | ф   | Остановка в пути                         | Voir du pays                            | Марин                    |
| 2021      | ф   | Хороший человек                          | A Good Man                              | Од                       |
| 2021      | ф   | Маленькая рыбка                          | Little Fish                             | Саманта                  |
| 2021      | ф   | Пылающий мир                             | The Blazing World                       | Марго                    |
| 2021      | ф   | Сигнал бедствия                          | Mayday                                  | Герта                    |